# 후루미쓰촌
후루미쓰촌(古三津村)은 에히메현 온센군에 설치된 촌이다.